# ويليام ك. لي
ويليام ك. لي هو سياسي كندي، ولد في 22 مارس 1833، وتوفي في 1 مارس 1911.